# Шенталь (Верхній Пфальц)
Шенталь (нім. Schönthal) — громада в Німеччині, розташована в землі Баварія. Підпорядковується адміністративному округу Верхній Пфальц. Входить до складу району Кам.
Площа — 43,70 км2. Населення становить 1933 ос. (станом на 31 грудня 2020).